# Mircea Cărtărescu
Mircea Cărtărescu (Boekarest, 1 juni 1956) is een Roemeens schrijver, dichter en vertaler. Hij schrijft in een modernistische stijl.

## Biografische gegevens
Cărtărescu studeerde Roemeense taal en literatuur aan de Universiteit van Boekarest en werd vervolgens leraar Roemeens. Later doceerde hij zelf aan de Universiteit van Boekarest. Eind jaren zeventig begon hij poëzie te schrijven, vanaf eind jaren tachtig legde hij zich vooral toe op literair proza. In Roemenië geldt hij tevens als een vooraanstaand literair criticus.

## Werk
Cărtărescu maakte internationaal naam met zijn deels autobiografische Orbitor-trilogie. In het eerste deel, De wetenden, verhaalt hij over de verdwenen wereld van zijn ouders in het vooroorlogse Boekarest en over zijn eigen jeugdtrauma’s. Deel twee, De trofee, speelt vooral ten tijde van de Tweede Wereldoorlog en de Russische bombardementen op Boekarest. In deel drie, Het onmetelijke Mausoleum beschrijft hij de veranderingen die plaats vonden tijdens en na de Roemeense revolutie in 1989.
In 2015 verscheen zijn internationaal geprezen roman Solenoïde, geschreven in een meanderende dagboekvorm. Opnieuw grijpt hij terug op ervaringen uit zijn zijn jeugd vanuit het perspectief van een alter ego die het mysterie van het universum probeert te doorgronden.
Cărtărescu schrijft in een caleidoscopische, modernistische stijl. Hij valt van het ene verhaal in het andere, meer associatief dan logisch. Werkelijkheid en magie wisselen elkaar af.
Bovengenoemde romans van Cărtărescu werden naar het Nederlands vertaald door Jan Willem Bos, die mede hiervoor in 2019 de Martinus Nijhoff Vertaalprijs ontving.

## Romans in Nederlandse vertaling
- Orbitor trilogie:
  - De wetenden (Aripa stângă, 1996)
  - De trofee (Corpul, 2002)
  - Het onmetelijke mausoleum, (Aripa dreaptă, 2007)
- Solenoïde (Solenoid, 2015),  De Engelse vertaling is bekroond met de International Dublin Literary Award 2024.